# Vega de Santa María
Vega de Santa María es un municipio y localidad española de la provincia de Ávila, en la comunidad autónoma de Castilla y León. Cuenta con una población de 86 habitantes (INE 2024).

## Geografía
El municipio tiene una superficie de 18,18 km². Sus límites geográficos son: por el norte, con el término municipal de Blascosancho y Hernansancho; al este con Velayos; al sur, con Santo Domingo de las Posadas y Pozanco; y al oeste con los términos municipales de Peñalba de Ávila y Gotarrendura. La localidad se encuentra a una altitud de 942 m s. n. m.
En su término municipal se encuentra el punto más alto de la comarca de la Moraña, concretamente en el punto geodésico del Cerro de la Goyá.
| Noroeste: Villanueva de Gómez | Norte: Blascosancho | Noreste: Velayos                      |
| Oeste: Hernansancho           |                     | Este: Velayos                         |
| Suroeste: Peñalba de Ávila    | Sur: Pozanco        | Sureste: Santo Domingo de las Posadas |

## Demografía
Vega de Santa María cuenta con una población de 86 habitantes (INE 2024).
| Gráfica de evolución demográfica de Vega de Santa María entre 1842 y 2021                                             |
| |
| Población de derecho según los censos de población del INE. Población de hecho según los censos de población del INE. |

## Símbolos
El escudo heráldico y la bandera que representan al municipio fueron aprobados oficialmente el 12 de febrero de 2002. El escudo se blasona de la siguiente manera:

«De Sinople, doce estrellas de cinco puntas puestas en círculo. En punta ondas de plata y azur. Al timbre Corona Real Cerrada.»
Boletín Oficial de Castilla y León nº 46 de 6 de marzo de 2002

La descripción de la bandera es la siguiente:

«Bandera rectangular de proporciones 2-3, formada por cuatro franjas horizontales en proporciones 1/2, 1/6, 1/6 y 1/6, siendo verde con una estrella de doce puntas la superior y blanca, azul y blanca las otras tres de arriba hacia abajo.»
Boletín Oficial de Castilla y León nº 46 de 6 de marzo de 2002

## Cultura

### Patrimonio
- Iglesia parroquial de Nuestra Señora de la Asunción. Esta iglesia está situada antes de entrar al pueblo. Tiene vestigios mudéjares en su torre y en su majestuoso ábside. Destaca en el interior su artesonado mudéjar y la riqueza ornamental en altares y capillas.
- Palacio. Se encuentra en el cerro desde el cual se puede ver todo el pueblo. Hoy en ruinas, perteneció al marqués de San Saturnino y su esposa doña Natividad Guindós Villarroél, última duquesa de la Conquista. Su titular es la Cooperativa Asunción de Nuestra Señora.
- Algunas de las casas del pueblo son de noble construcción y típica arquitectura, que conforma un entorno rural con sabor a pueblo grande de Castilla.
- Sus fuentes, cuyas aguas son apreciadas para dolencias estomacales, en el caso del Caño Chico y el Caño Grande encierran un entramado de túneles y pozos subterráneos que dan cuenta de la colosal obra de alumbramiento de aguas subterráneas llevadas a cabo en la primera mitad del pasado siglo (1945-49).
- Procesión de Jueves y Viernes Santo, con el canto de romances de la Pasión de Lope de Vega en dos grupos que se alternan contestándose.
- Villancico de los Reyes Magos, típico y único que se canta en la Adoración al Niño el día seis de enero.

### Fiestas
Tradicionalmente registra tres fiestas religiosas importantes: la Purísima el 8 de septiembre. La Asunción de Nuestra Señora el 15 de agosto y la Trinidad, así como el día de su patrona Santa Inés, el 23 de enero.
Actualmente, las fiestas más celebradas son las agosto, el día 15, volcadas en el divertimento de los más pequeños y que es el día que más habitantes concentra en la localidad para rendir honores a Nuestra Señora de la Asunción.
En Semana Santa se celebran las solemnes procesiones con la procesión de la Nuestra Señora, el Ecce Homo y Cristo crucificado, mientras se cantan los antes mencionados romances.
La Navidad tuvo mucha tradición, a la par de Carnaval, el Día de Difuntos y la fiesta pagana de los Quintos o con la celebración de la Trinidad con las Primeras Comuniones, la subida de los niños nacidos en ese año a las andas y la subasta de banzos.